# Goniodes dissimilis
Goniodes dissimilis är en insektsart som beskrevs av Henry Denny 1842. Goniodes dissimilis ingår i släktet medusalöss, och familjen fjäderlöss. Inga underarter finns listade i Catalogue of Life.